# Хинер де лос Риос, Франсиско
Франсиско Хинер де лос Риос (исп. Francisco Giner de los Ríos; 10 октября 1839, Ронда, Андалусия, Испания — 18 февраля 1915, Мадрид) — испанский педагог, философ и эссеист, один из самых влиятельных испанских интеллектуалов конца XIX-го-начала XX-го века.

## Биография
Родился в буржуазной семье.
Изучал философию в университетах Барселоны и Гранады. С 1866 года — профессор кафедры философии и международного права Мадридского университета.
Испытал сильное влияние идей немецкого философа Карла Кристиана Фридриха Краузе и испанца Хулиана Санс дель Рио. Видный представитель «краузизма» в Испании.
Открыто критиковал правительство за его попытки задушить академическую свободу. Как следствие, в 1875 году потерял кафедру в университете.
В 1876 году организовал и возглавил Свободный институт воспитания (Institución Libre de Enseñanza), ставший базовой экспериментальной школой и органом подготовки реформ системы народного образования в стране. Целью воспитания для Хинера было формирование «нового человека» («hombre nuevo»), основные качествами которого становились оригинальность мышления, интеллектуальная свобода, духовная близость к природе, правовая и гражданская культура, тонкий эстетический вкус, «артистизм» поведения, физическая красота.
Задача его института заключалась в раскрытии разносторонней творческой индивидуальности детей, содействии их самоопределению. Программа совместного обучения носила универсальный, «энциклопедич» характер, помимо традиционных дисциплин изучались технология, антропология, экономика, история искусства, общественные науки и труд. Образование в институте представляло единый непрерывный процесс от детского сада до университета.
Продолжал свою работу за пределами университета даже после того, как в 1881 году его восстановили на университетской кафедре в Мадриде.
В числе его учеников, персон, связанных со Свободным институтом воспитания, и последователей были Луис Бунюэль, Федерико Гарсиа Лорка, Дали, Антонио Мачадо, Хосе Ортега-и-Гассет, Мигель де Унамуно и другие.
Идеи Хинера опубликованы в отдельных статьях и трудах: «Этюды по философии и религии» (1876), «Этюды по образованию» (1886), «Воспитание и образование» (1889) и др.
Инициировал создание Национального педагогического музея (1882—1941). В 1877 году основал фонд для образования крестьян и рабочих. Считается предшественником юридической социологии.

## Избранные труды
- Lecciones sumarias de psicología (1874)
- Principios de derecho natural (1875)
- Estudios jurídicos y políticos (1875)
- Estudios de literatura y arte (1876)
- Estudios filosóficos y religiosos (1876)
- Estudios sobre educación (1886)
- Estética (1887—1899)[6]
- Educación y Enseñanza (1889)
- Resumen de filosofía del derecho (1898)
- La persona social (1899)
- Estudios de filosofía y sociología (1904)
- Pedagogía universitaria (1905)